# Coccineorchis bracteosa
Coccineorchis bracteosa är en orkidéart som först beskrevs av Oakes Ames och Charles Schweinfurth, och fick sitt nu gällande namn av Leslie Andrew Garay. Coccineorchis bracteosa ingår i släktet Coccineorchis, och familjen orkidéer. Inga underarter finns listade i Catalogue of Life.